# The Vanguard Group
The Vanguard Group, Inc. (comúnmente conocido como simplemente Vanguard) es la mayor empresa de fondos de inversión del mundo y el segundo proveedor de ETFs (fondos cotizados) después de iShares, compañía de BlackRock.

## Tipos de productos
Vanguard ofrece dos clases en la mayoría de sus fondos: investor shares y admiral shares. Los admiral shares tienen gastos bajos pero requieren de inversiones más elevadas, de entre diez mil y cien mil dólares por fondo.

## Consejo de Administración
Junto al presidente y director general F. William McNabb III, forman el Consejo de administración del Grupo Emerson U. Fullwood (antiguo vicepresidente de Xerox), Rajiv L. Gupta, Amy Gutmann (antiguo director general de Rohm and Haas), Joann Heffernan Heisen (antiguo vicepresidente de Johnson & Johnson), F. Joseph Loughrey (antiguo director general de Cummins), André F. Perold, Alfred M. Rankin, Jr. (director general de Nacco), Peter F. Volanakis (antiguo director general de Corning).

## Retiro de John "Jack" Bogle
El fundador de Vanguard, Jack Bogle, se retiró de presidente en 1999 cuando alcanzó la edad de jubilación obligatoria dentro de la compañía (70 años) y fue sucedido por John J. ("Jack") Brennan. 
En febrero de 2008, F. William McNabb III fue nombrado presidente y en agosto de 2008, se convirtió en Consejero Delegado. Los dos sucesores de Bogle ampliaron la oferta de Vanguard más allá de los fondos indexados de inversión pasiva preferidos por Bogle, y ampliaron cartera tanto a los ETF como a los fondos de inversión activa.
En julio de 2017, se anunció que McNabb sería reemplazado como director ejecutivo por el director de inversiones Mortimer J. Buckley, a partir del 1 de enero de 2018. McNabb permanece en la compañía como presidente.

## Actividad en el mundo
The Vanguard Group invierte en grandes compañías de los cinco continentes, entre las que destacan:

### Estados Unidos
- Amazon (6,20%)
- Coca Cola (6,83%)[5]
- PepsiCo
- Microsoft
- Ferrari[6]
- Apple  (7.36%)[7]
- Bank of America
- Google LLC
- ALFA GROUP
- Citigroup
- Monsanto
- Goldman Sachs
- Exxon Mobil
- Johnson & Johnson
- Ford
- Pfizer
- McDonald's
- Uber
- The Walt Disney Company
- Boeing